# Barbus borysthenicus
 Barbus borysthenicus és una espècie de peix cipriniforme de la família dels ciprínids que es troba a l'antiga Unió de Repúbliques Socialistes Soviètiques.